# Sopran
Sopran (od wł. sopra z łac. supra „ponad”) – najwyższy głos żeński. Zwykle obejmuje skalę – w muzyce chóralnej – od c1 do  a2. Od solistek wymaga się zazwyczaj c3, rzadziej cis3, d3 czy es3, a od niektórych rodzajów głosu nawet dźwięków e3 czy f3. Również o solistkach dysponującym tym typem głosu czasami mówi się po prostu sopran.
Sopran jest głosem przede wszystkim kobiecym, dysponują nim także dzieci (sopran chłopięcy), występował też u kastratów. Bardzo rzadko również mężczyźni śpiewają sopranem. Znanym polskim sopranistą jest Dariusz Paradowski.
Ze względu na rodzaj barwy oraz na ruchliwość wyróżnia się: koloraturowy, liryczny, dramatyczny, spinto oraz ich odmiany.